# Walckenaeria nigeriensis
Walckenaeria nigeriensis är en spindelart som beskrevs av George Hazelwood Locket och Anthony Russell-Smith 1980. Walckenaeria nigeriensis ingår i släktet Walckenaeria och familjen täckvävarspindlar. Inga underarter finns listade i Catalogue of Life.